# Diócesis de Pécs
La diócesis de Pécs (en latín: Dioecesis Quinque Ecclesien(sis) y en húngaro: Pécsi egyházmegye) es una circunscripción eclesiástica latina de la Iglesia católica en Hungría, sufragánea de la arquidiócesis de Kalocsa-Kecskemét. La diócesis tiene al obispo László Felföldi como su ordinario desde el 18 de noviembre de 2020. 

## Territorio y organización

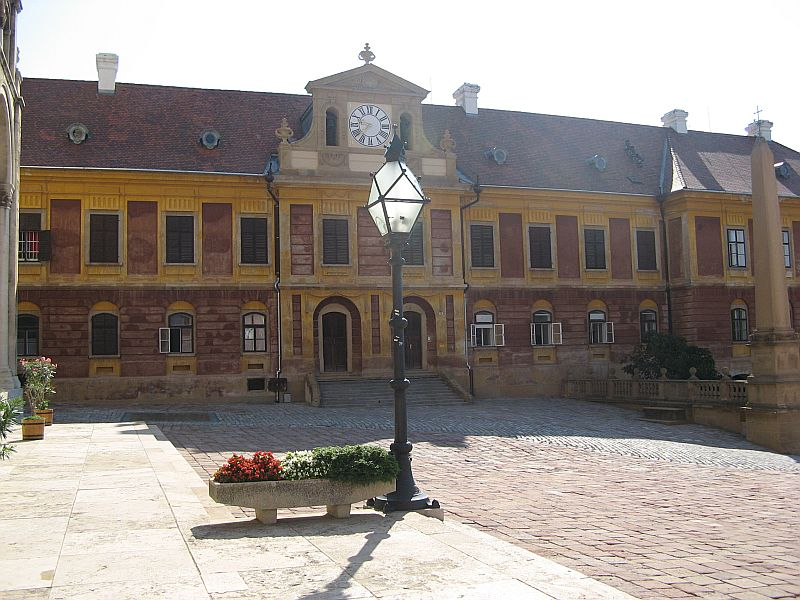
Palacio episcopal

La diócesis tiene 8196 km² y extiende su jurisdicción sobre los fieles católicos de rito latino residentes en los condados de Baranya y Tolna.
La sede de la diócesis se encuentra en la ciudad de Pécs, en donde se halla la Catedral basílica de San Pedro y San Pablo.
En 2019 en la diócesis existían 155 parroquias.

## Historia
La diócesis fue erigida en 1009 por san Esteban I de Hungría.
El segundo obispo, Mauro, venerado como un santo, construyó la catedral. El papa Clemente III concedió a los obispos de Pécs el uso del palio y el privilegio de ser precedidos por la cruz como recompensa por el contraste con la herejía Pataria perseguida por el obispo Kalán que vivió entre los siglos XII y XIII. Estos privilegios despertaron molestia en los arzobispos de Esztergom, pero fueron reconfirmados en 1754 por el papa Benedicto XIV.
La diócesis adoptó el rito estrigoniense. En 1491 se imprimió un Missale Quinqueecclesiense, derivado del Missale Strigoniense de 1484.
En 1367 el obispo Wilhelm Koppenbach transformó la escuela capitular en una universidad, que floreció durante un tiempo, hasta la batalla de Mohács en 1526, que precedió al paso del territorio de la diócesis bajo el dominio del Imperio otomano, que tuvo lugar en 1543. La catedral luego se transformó en mezquita y se volvió a dedicar al culto cristiano recién en 1687, después de la reconquista.
En los siglos XVI al XVIII surgieron algunos problemas debido al derecho de los reyes de Hungría a nombrar obispos, que los papas confirmaron después de mucho tiempo o no confirmaron en absoluto.
El 1 de septiembre de 1754 el papa Benedicto XIV con la bula Romanus Pontifex concedió a los obispos de Pécs ser precedidos por la cruz procesional y el uso del palio, como era costumbre entre los arzobispos.
El obispo Ignác Szepesy de Négyes en la primera mitad del siglo XIX fundó una escuela secundaria con una facultad de teología y otra de derecho.

## Estadísticas
De acuerdo al Anuario Pontificio 2020 la diócesis tenía a fines de 2019 un total de 432 560 fieles bautizados.
| Año                                                                             | Población            | Población | Población      | Sacerdotes | Sacerdotes    | Sacerdotes    | Bautizados por sacerdote | Diáconos permanentes | Religiosos | Religiosos | Parroquias |
| Año                                                                             | Bautizados católicos | Total     | % de católicos | Total      | Clero secular | Clero regular | Bautizados por sacerdote | Diáconos permanentes | Varones    | Mujeres    | Parroquias |
| ------------------------------------------------------------------------------- | -------------------- | --------- | -------------- | ---------- | ------------- | ------------- | ------------------------ | -------------------- | ---------- | ---------- | ---------- |
| 1950                                                                            | 525 000              | 660 000   | 79.5           | 427        | 351           | 76            | 1229                     |                      | 75         | 480        | 194        |
| 1970                                                                            | 480 000              | 670 000   | 71.6           | 276        | 261           | 15            | 1739                     |                      | 15         |            | 179        |
| 1980                                                                            | 465 000              | 661 000   | 70.3           | 220        | 220           |               | 2113                     |                      |            |            | 170        |
| 1990                                                                            | 465 250              | 664 195   | 70.0           | 181        | 181           |               | 2570                     |                      |            |            | 165        |
| 1999                                                                            | 440 000              | 660 000   | 66.7           | 134        | 123           | 11            | 3283                     | 1                    | 19         | 39         | 206        |
| 2000                                                                            | 440 000              | 660 000   | 66.7           | 140        | 128           | 12            | 3142                     | 1                    | 17         | 41         | 206        |
| 2001                                                                            | 440 000              | 660 000   | 66.7           | 142        | 129           | 13            | 3098                     | 1                    | 25         | 40         | 207        |
| 2002                                                                            | 440 000              | 660 000   | 66.7           | 141        | 129           | 12            | 3120                     | 1                    | 26         | 36         | 206        |
| 2003                                                                            | 440 000              | 665 000   | 66.2           | 134        | 123           | 11            | 3283                     | 1                    | 19         | 40         | 206        |
| 2004                                                                            | 401 000              | 621 000   | 64.6           | 132        | 122           | 10            | 3037                     | 2                    | 17         | 41         | 206        |
| 2013                                                                            | 439 000              | 664 000   | 66.1           | 99         | 93            | 6             | 4434                     | 2                    | 11         | 27         | 206        |
| 2016                                                                            | 436 000              | 660 700   | 66.0           | 95         | 89            | 6             | 4589                     | 3                    | 7          | 21         | 194        |
| 2019                                                                            | 432 560              | 657 330   | 65.8           | 90         | 85            | 5             | 4806                     | 3                    | 5          | 18         | 155        |
| Fuente: Catholic-Hierarchy, que a su vez toma los datos del Anuario Pontificio. |                      |           |                |            |               |               |                          |                      |            |            |            |

## Episcopologio
- Bonipert, O.S.B. † (1009-circa 1036 renunció)
- San Mauro (Mór) † (1036-circa 1070 falleció)
- István † (circa 1070-circa 1100 falleció)
- Simon Szicíliai † (antes de 1109-circa 1134 falleció)
- Nána † (1135-?)
- Makár I † (1138-?)
- János † (1142-después de 1146)
- Anthimius † (antes de 1148-circa 1160 falleció)
- Makár II † (1162-circa 1186)
- Bár-Kalán o Kalán † (1186-1218 falleció)
- Bartolomeo Brancioni † (1218-1251 renunció)
- Achilles † (1251-1253 falleció)
- Jób Zách † (antes de 1254-1279 falleció)
- Pál Balogh † (1284-1306 falleció)
- Manfréd † (1306-1306)
- Péter † (1307-1314)
- László Kórógyi † (1315-1345 o 1346 falleció)
- Miklós Poroszlói † (13 de febrero de 1346-25 de julio de 1360 falleció)
- Wilhelm Koppenbach † (18 de enero de 1361-1374 falleció)
- Bálint Alsáni † (21 de julio de 1374-17 de diciembre de 1384 nombrado administrador apostólico)
  - Bálint Alsáni † (17 de diciembre de 1384-19 de noviembre de 1408 falleció) (administrador apostólico)
  - Giordano Orsini † (4 de septiembre de 1409-13 de agosto de 1410 renunció) (administrador apostólico)
- János Albeni † (13 de agosto de 1410-26 de febrero de 1421 nombrado obispo de Zagreb)
- Henrik Albeni † (26 de febrero de 1421-1444 falleció)
- András Kálnói † (10 de mayo de 1445-1455 falleció)
- Miklós Bánfalvi † (23 de enero de 1455-1459 falleció)
- János Csezmiczei † (5 de noviembre de 1459-1472 falleció)
- Zsigmond Ernuszt o Hampó † (10 de diciembre de 1473-1501 falleció)
- György Szatmári † (19 de diciembre de 1505-18 de mayo de 1523 nombrado arzobispo de Esztergom)
- Fülöp Csulai Móré Fülöp † (26 de octubre de 1524-29 de agosto de 1526 falleció)
  - Sede vacante (1526-1539)
  - György Sulyok † (1 de enero de 1528-después de 1537) (no confirmado)
  - Stjepan Brodarić † (marzo de 1536-30 de marzo de 1539 nombrado obispo de Vác) (no confirmado)[4]
- János Eszéki † (9 de junio de 1539-1540 o 1541 falleció)
  - Stanislav Škovránko (Várallyi) † (20 de octubre de 1541-20 de abril de 1548 falleció) (no confirmado)
  - Pál Gregoriáncz † (1548-1550 falleció) (no confirmado)
- György Tompa † (4 de julio de 1550-marzo de 1552 falleció)
  - Antal Verancsics † (3 de agosto de 1554-17 de julio de 1560 nombrado obispo de Eger) (obispo electo)
- Juraj Drašković I † (17 de julio de 1560-22 de marzo de 1564 nombrado obispo de Zagreb)
- Andrija Dudić † (9 de febrero de 1565-1567 depuesto)
- János Monoszlóy † (15 de mayo de 1574-29 de octubre de 1578 nombrado obispo de Zagreb)
- Miklós Telegdy † (15 de mayo de 1579-22 de abril de 1586 falleció)
  - Sede vacante (1586-1589)
- János Kuthassy † (30 de enero de 1589-23 de septiembre de 1592 nombrado obispo de Győr)
  - János Cserödy † (19 de julio de 1593-17 de junio de 1596 nombrado obispo de Eger) (no confirmado)
- Miklós Zelniczey Naprady † (17 de junio de 1596-15 de diciembre de 1600 nombrado obispo de Zagreb)
- Miklós Mikáczy † (16 de abril de 1598-3 de agosto de 1598 nombrado obispo de Oradea)
- György Zalatnaki † (20 de diciembre de 1600-1605 falleció)
  - Ferenc Ergelics † (? - 14 de diciembre de 1608 nombrado Veszprém) (no confirmado)
- Petar Domitrović † (15 de marzo de 1610-15 de julio de 1613 nombrado obispo de Zagreb)
- Johannes Pyber de Gyerkény † (29 de julio de 1613-1619 nombrado obispo de Oradea)
  - Miklós Dallos † (23 de mayo de 1619-1621) (no confirmado)
  - Tamás Balásfy † (29 de septiembre de 1622-1625) (no confirmado)
  - Pál Felsőtáli Dávid † (25 de marzo de 1625-18 de julio de 1628 nombrado obispo de Vác) (no confirmado)
- Juraj Drašković II † (3 de diciembre de 1629-25 de octubre de 1630 nombrado obispo de Vác)
- Benedikt Vinković † (6 de junio de 1633-28 de abril de 1642 nombrado obispo de Zagreb)[5]
  - János Cseh † (1637-1639 falleció) (no confirmado)
- István Bosnyák † (14 de julio de 1642[6] -23 de septiembre de 1644 falleció[7])
  - Albert Cziglédy † (21 de noviembre de 1642-20 de noviembre de 1643 falleció) (no confirmado)
  - György Szelepcsényi † (20 de noviembre de 1643-5 de septiembre de 1644 nombrado obispo de Veszprém) (no confirmado)
- György Széchény † (6 de mayo de 1647-9 de junio de 1653 nombrado obispo de Veszprém)
- Pál Hoffmann † (3 de agosto de 1655-1659 falleció[8])
- János Salix, O.Cist. † (26 de septiembre o 21 de noviembre de 1661-1668 falleció)
- János Gubasóczy † (17 de noviembre de 1670-12 de julio de 1677 nombrado obispo de Vác)
- Pál Széchényi, O.S.P.P.E. † (18 de abril de 1678-24 de noviembre de 1687 nombrado obispo de Veszprém)
- Mátyás Ignác Radanay † (7 de septiembre de 1699[9] -de abril de 1703 falleció)
- Wilhelm Franz Johann Bertrand von Nesselrode † (21 de julio de 1710[10] -29 de septiembre de 1732 falleció)
- Anton von Thurn und Valsassina † (2 de marzo de 1733-25 de diciembre de 1734 falleció)
- Juan Álvaro Cienfuegos Villazón, S.I. † (15 de noviembre de 1735-19 de agosto de 1739 falleció) (administrador apostólico)
- Zsigmond Berényi † (30 de septiembre de 1740-25 de septiembre de 1748 falleció)
  - Sede vacante (1748-1751)
- György Klimó † (15 de noviembre de 1751-2 de mayo de 1777 falleció)
  - Sede vacante (1777-1781)
- Pál László Eszterházy † (2 de abril de 1781-7 de noviembre de 1799 falleció)
  - Sede vacante (1799-1808)
- József Király † (11 de enero de 1808-17 de julio de 1825 falleció)
  - Sede vacante (1825-1828)
- Ignác Szepesy de Négyes † (11 de enero de 1828-16 de julio de 1838 falleció)
- Ján Krstiteľ Scitovský † (18 de febrero de 1839-28 de septiembre de 1849 nombrado arzobispo de Esztergom)
  - Sede vacante (1849-1853)
- György Girk † (10 de marzo de 1853-24 de septiembre de 1868 falleció)
- Zsigmond Kovács † (25 de junio de 1869-25 de junio de 1877 nombrado obispo de Veszprém)
- Nándor Dulánszky † (25 de junio de 1877-24 de enero de 1896 falleció)
- Sámuel Hetyey † (14 de diciembre de 1897-1 de septiembre de 1903 falleció)
  - Sede vacante (1903-1905)
- Gyula Zichy † (11 de diciembre de 1905-31 de agosto de 1925 nombrado arzobispo de Kalocsa)
- Ferenc Virág † (27 de marzo de 1926-2 de marzo de 1958 falleció)
- Ferenc Rogacs † (2 de marzo de 1958 por sucesión-20 de febrero de 1961 falleció)
  - Sede vacante (1961-1969)
- József Cserháti † (10 de enero de 1969-3 de noviembre de 1989 retirado)
- Mihály Mayer (3 de noviembre de 1989-19 de enero de 2011 renunció)[11]
- György Udvardy (9 de abril de 2011-12 de julio de 2019 nombrado arzobispo de Veszprém)
- László Felföldi, desde el 18 de noviembre de 2020